# Maison-Blanche (Moscou)
Pour les articles homonymes, voir Maison Blanche (homonymie).
La Maison-Blanche (en russe : Белый дом) est le bâtiment qui abrite le gouvernement russe.
Le bâtiment est situé au centre de la capitale Moscou, à l'extrémité ouest de la nouvelle rue Arbat. Lors des sessions de travail, les ministres s'y réunissent sous la présidence du président du gouvernement, dont c'est la résidence officielle. Depuis janvier 2020, Mikhaïl Michoustine en est l'hôte officiel.

## Histoire

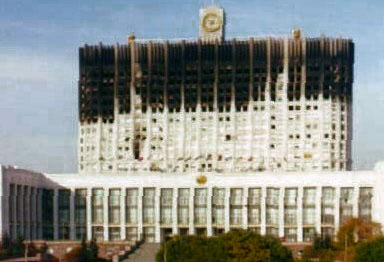
La Maison-Blanche pendant la crise constitutionnelle de 1993.

Conçu par les architectes Dmitri Tchetchouline et Pavel Chteller (ru), le bâtiment mesure 119 m de haut. Sa construction dura de 1965 à 1980 environ.
Il a hébergé le Congrès des Soviets et le Soviet suprême, puis le Congrès des députés du peuple de la république socialiste fédérative soviétique de Russie (RSFSR) jusqu'à la crise constitutionnelle de 1993.
Lors de ces événements, les parlementaires sont assiégés à l'intérieur, puis les chars T-80 de la division Tamanskaïa tirent dessus le 4 octobre 1993, causant un important incendie dans les étages supérieurs. Le bâtiment est finalement pris d'assaut.
Elle abrite actuellement le siège du gouvernement russe et est la résidence officielle du président du gouvernement.